# イダ・ヘルストレム
イダ・ヘルストレム（Ida Hellström, 1979年3月26日 - ）は、スウェーデンの元女子レスリング選手。
1996年から2002年の間にレスリング世界選手権で4つのメダルを獲得し、2000年から2004年の間にレスリングヨーロッパ選手権で4つのメダルを獲得した。
夫は同国のレスリング選手モハンマド・バブルファト。
同国の柔道選手タラ・バブルファトは娘。